# Sóc Châu
Sóc Châu (tiếng Trung: 朔州市), Hán Việt: Sóc Châu thị, là một địa cấp thị tại tỉnh, Sơn Tây, Cộng hòa Nhân dân Trung Hoa. Dân số năm 2004 là 1,25 triệu người, diện tích 5737 km². Sóc Châu có ngành khai khoáng làm chủ đạo, gồm khai thác mỏ than đá, mỏ sắt, mỏ măng gan, bô xít. Ngày 19 tháng 3 năm 2005, một vụ nổ hầm mỏ đã giết chết 65 người ở Sóc Châu.

## Các đơn vị hành chính
Địa cấp thị Sóc Châu quản lý các đơn vị thị hạt khu (quận nội thành) và các huyện:

### Cácquận nội thành
- Sóc Thành (朔城区)
- Bình Lỗ (平鲁区)

### Cácthành phố cấp huyện
- Hoài Nhân (怀仁市)

### Cáchuyện
- Sơn Âm (山阴县)
- Hữu Ngọc (右玉县)
- Ứng huyện (应县)